# Daugavgrīvas iela

Daugavgrīvas iela est une rue à Rīga en Lettonie,..

## Présentation
La rue Daugavgrivas iela est une rue de la rive gauche du Daugava. 
La rue traverse les quartiers d' Agenskalns,  Dzirciems,  Iļģuciems et  Spilve. 
La longueur totale de la rue est de 5 845 mètres et elle se compose de 2 à 5 voies de circulation. 
La rue Daugavgrīvas iela  est prolongée par l'autoroute de Daugavgrīva. 
La rue Daugavgrīvas iela se compose de deux sections indépendantes : sa partie initiale a été séparée de la partie principale de la rue par la construction du pont Vanšu en 1981.
Dans la section entre les rues Buļļu iela et Vilņas iela, la rue Daugavgrīvas iela constitue la limite orientale du parc Dzegužkalns.

## Transport
- Bus	3, 13, 30, 54

## Galerie

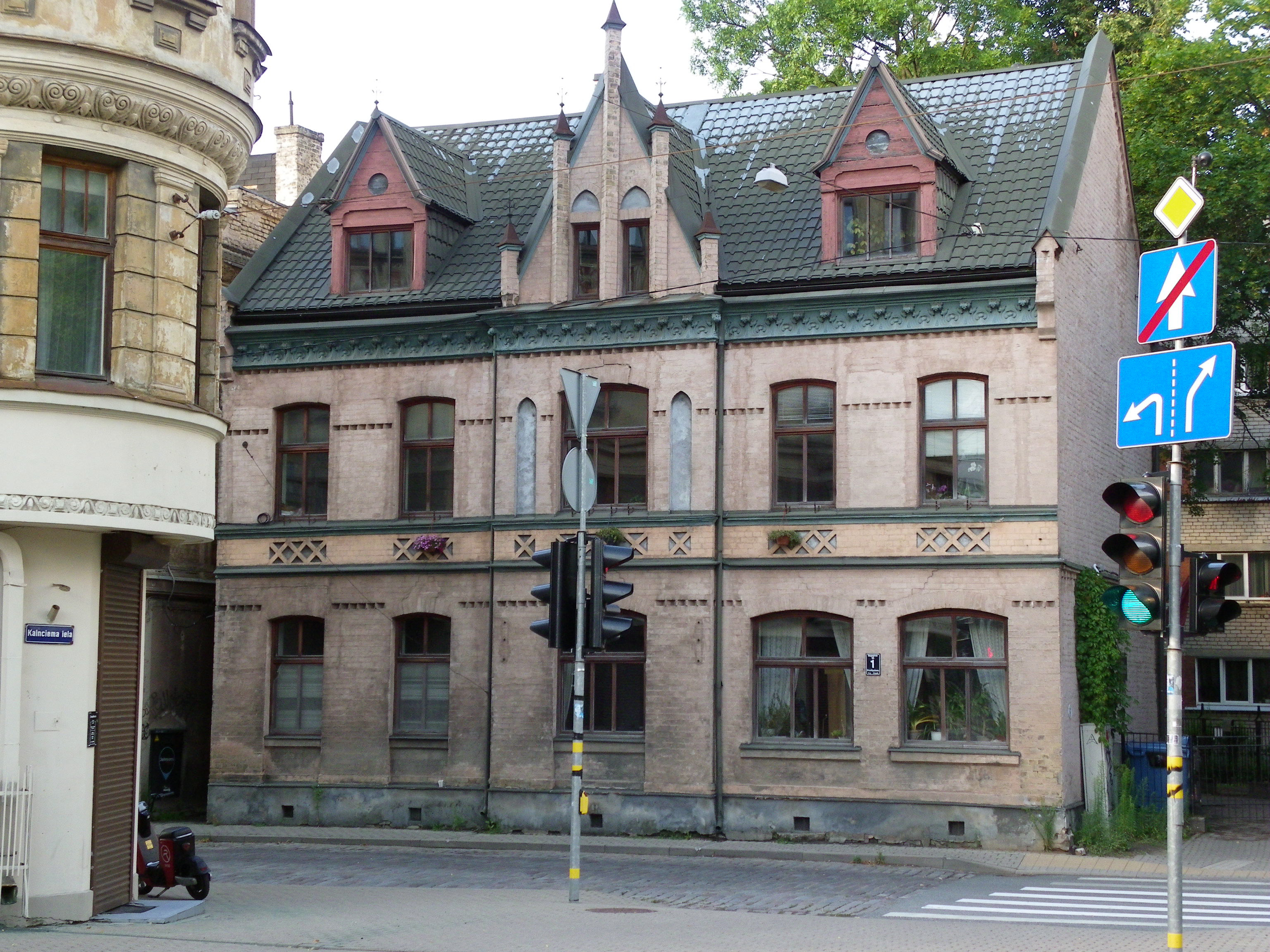
Daugavgrivas iela 1.
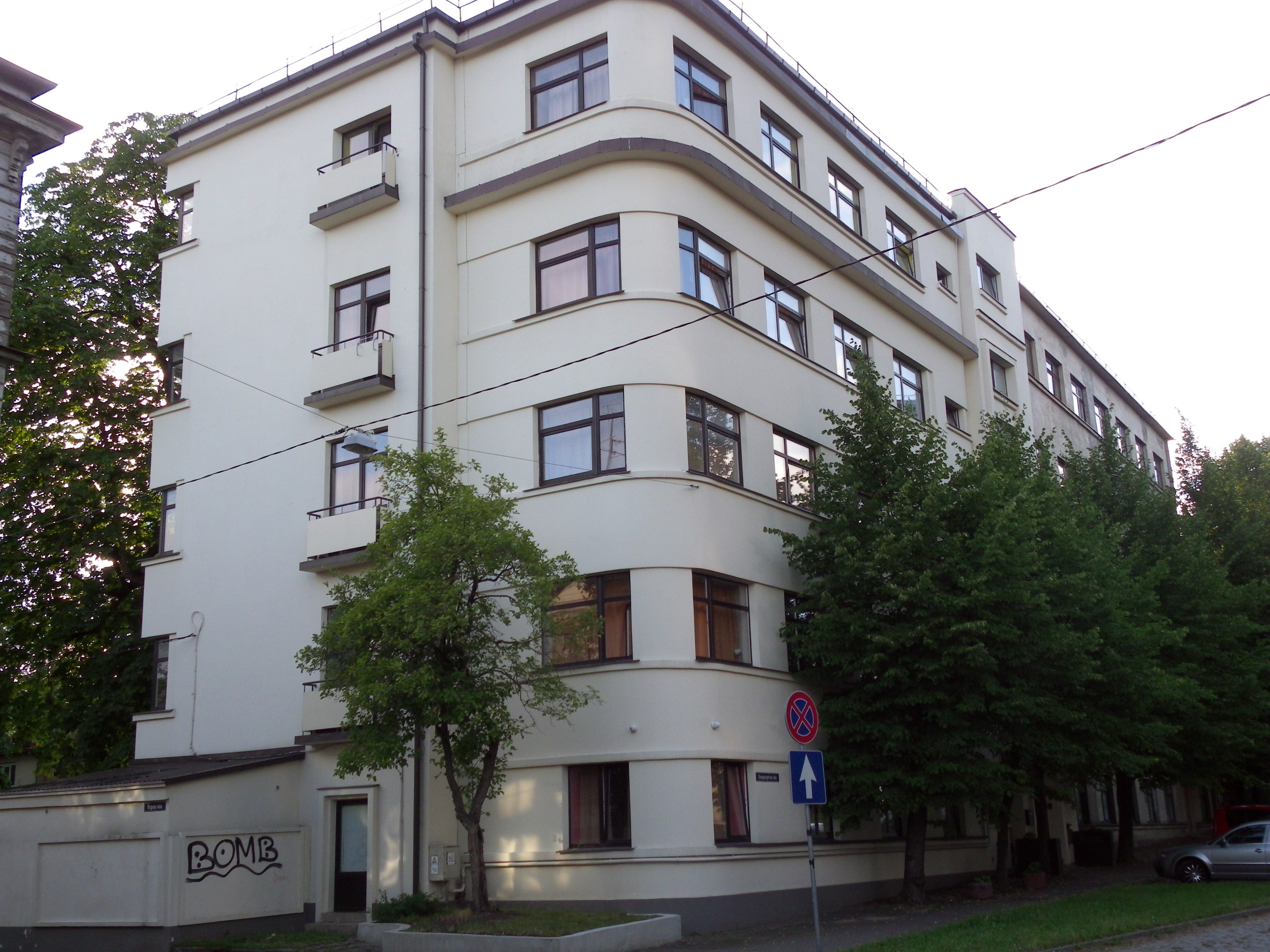
Daugavgrivas iela 6
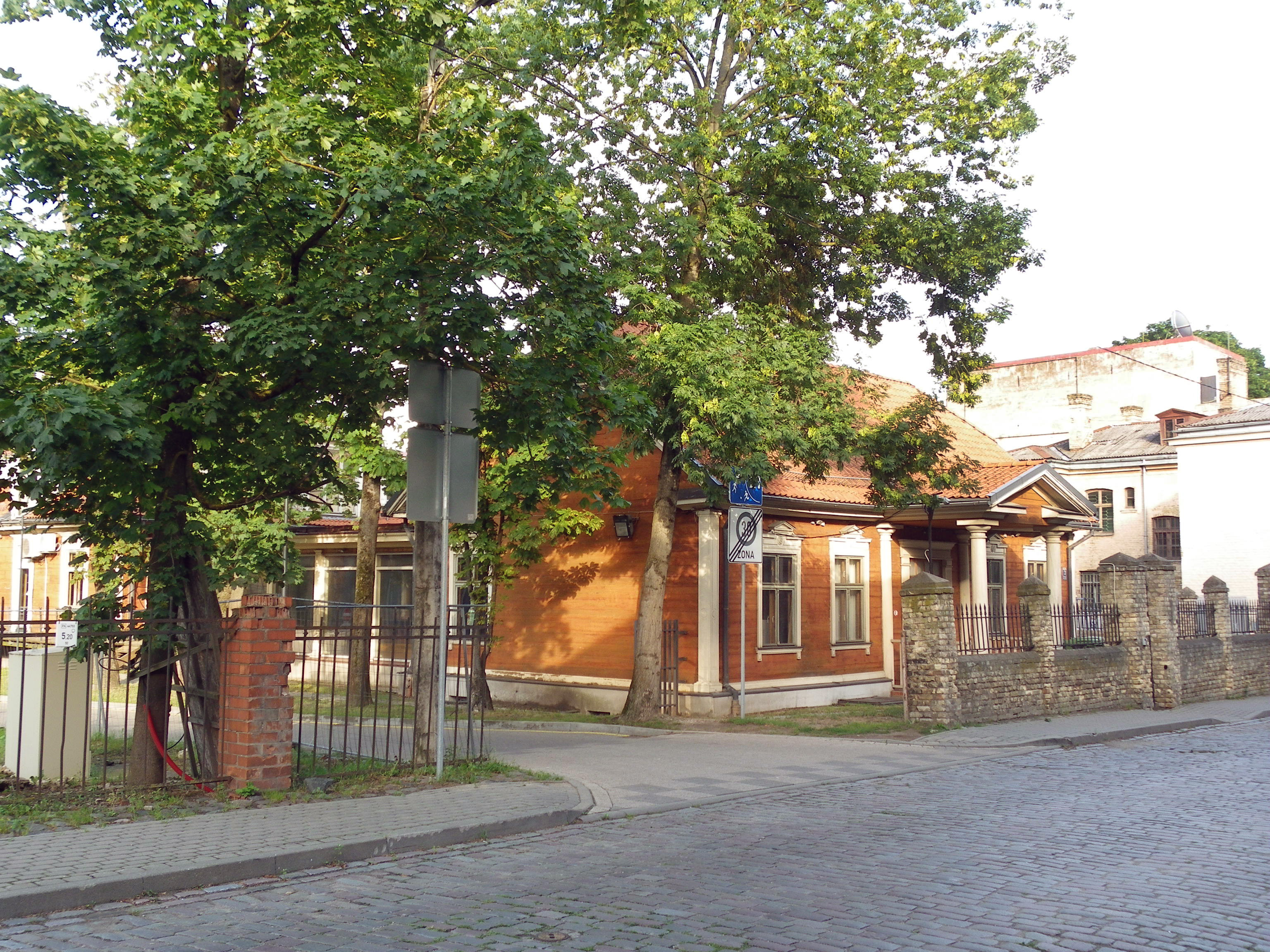
Daugavgrivas iela 7
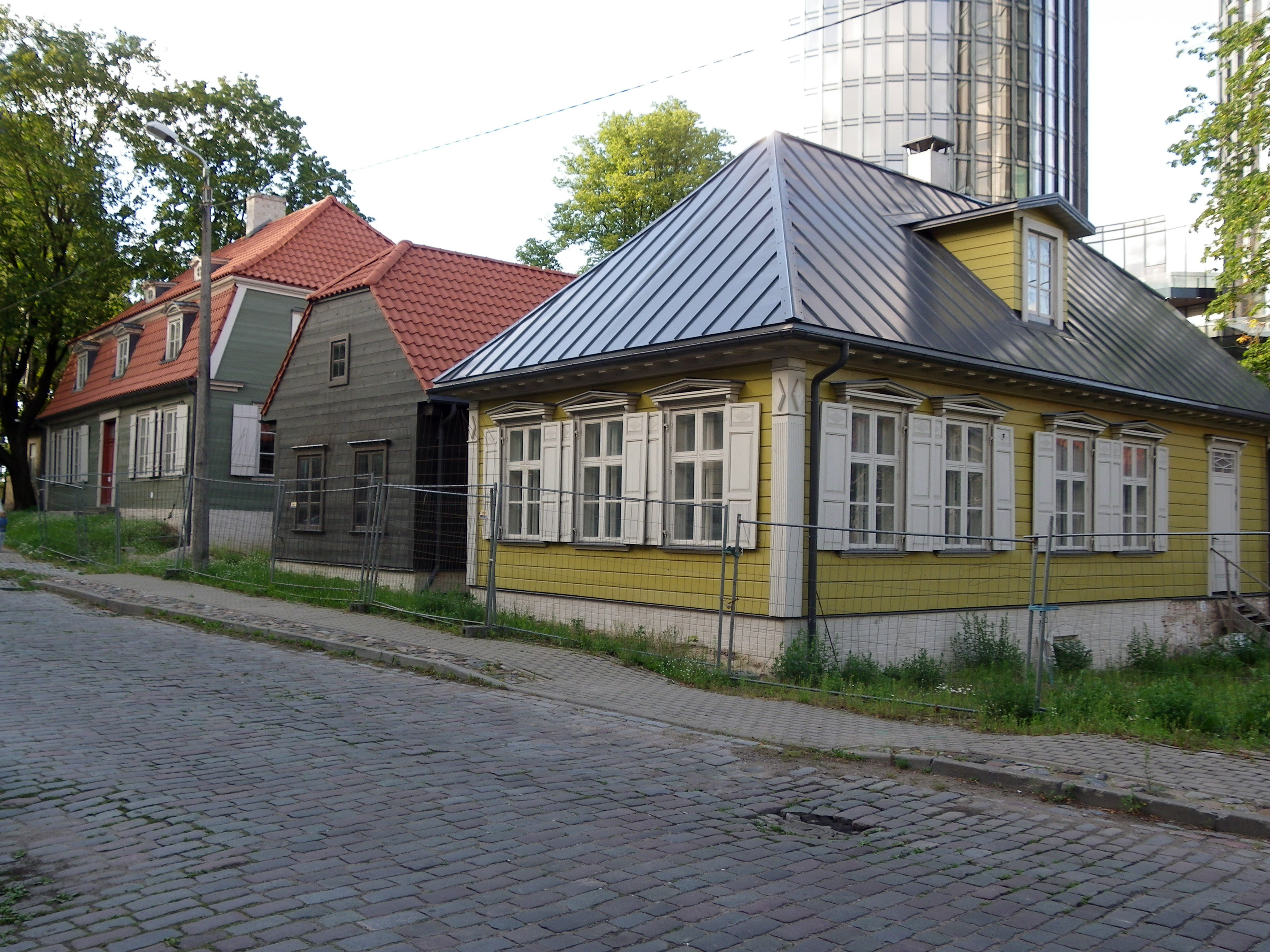
Daugavgrivas iela 11
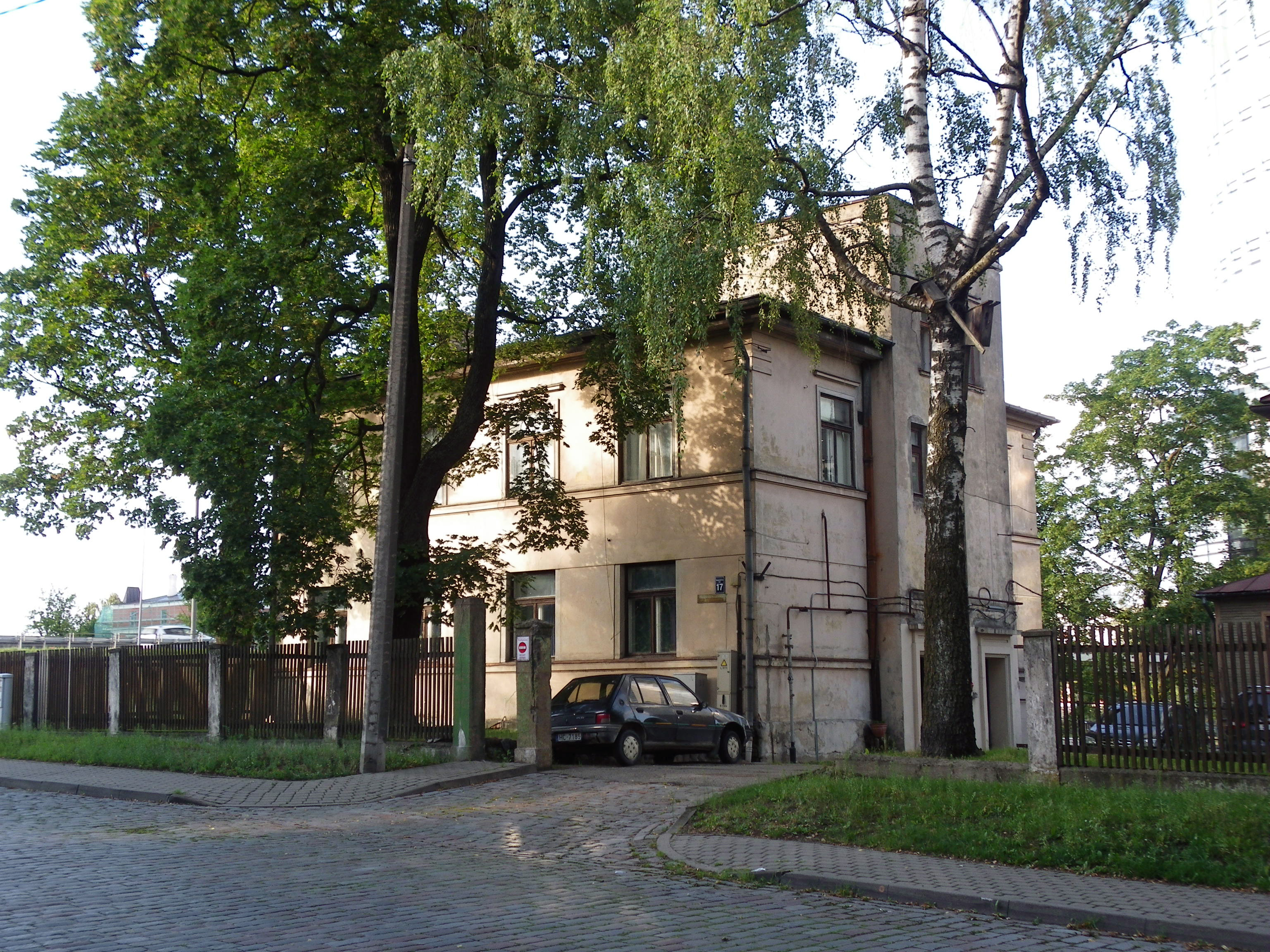
Daugavgrivas  iela 17.
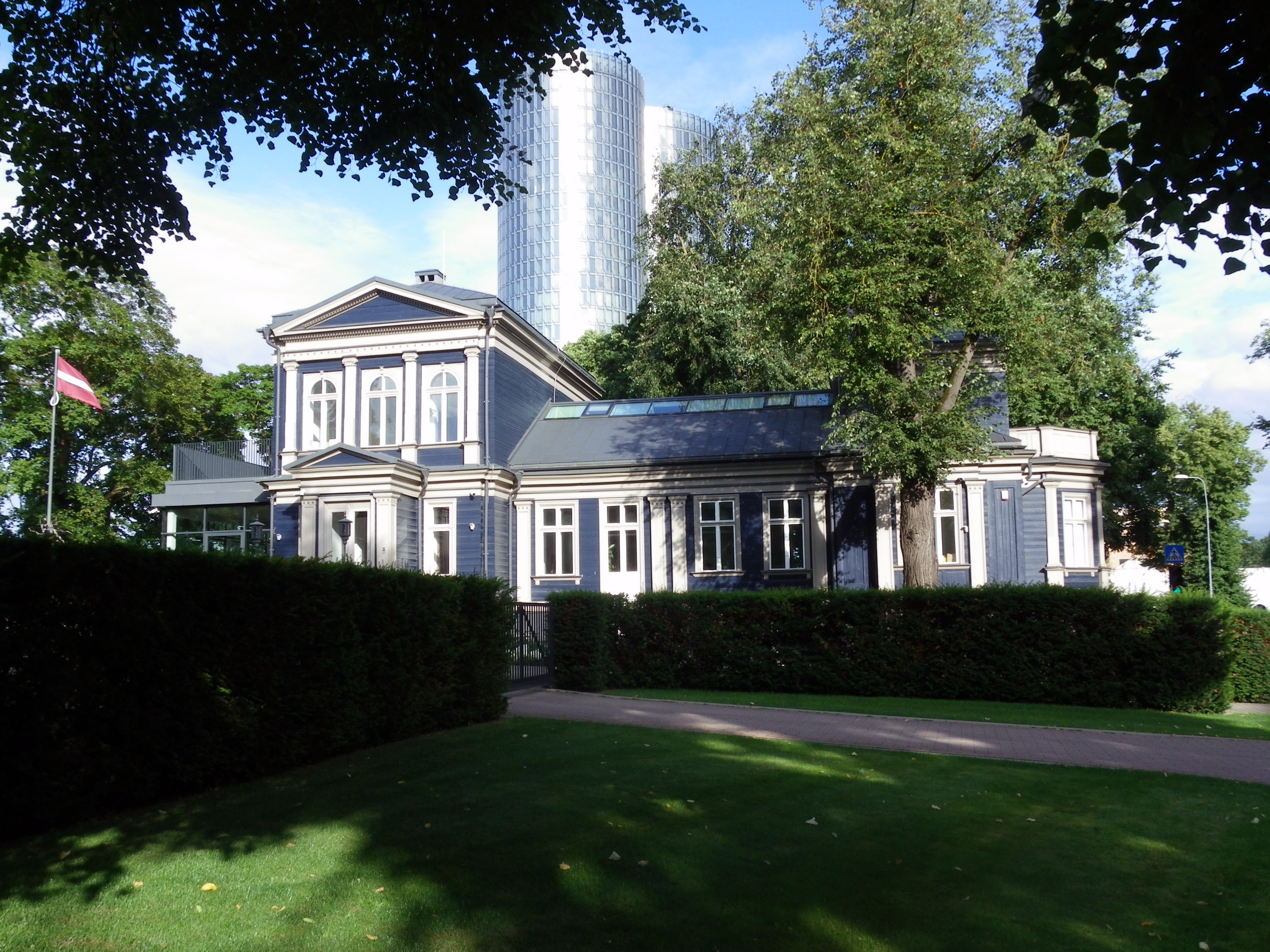
Daugavgrivas iela 21
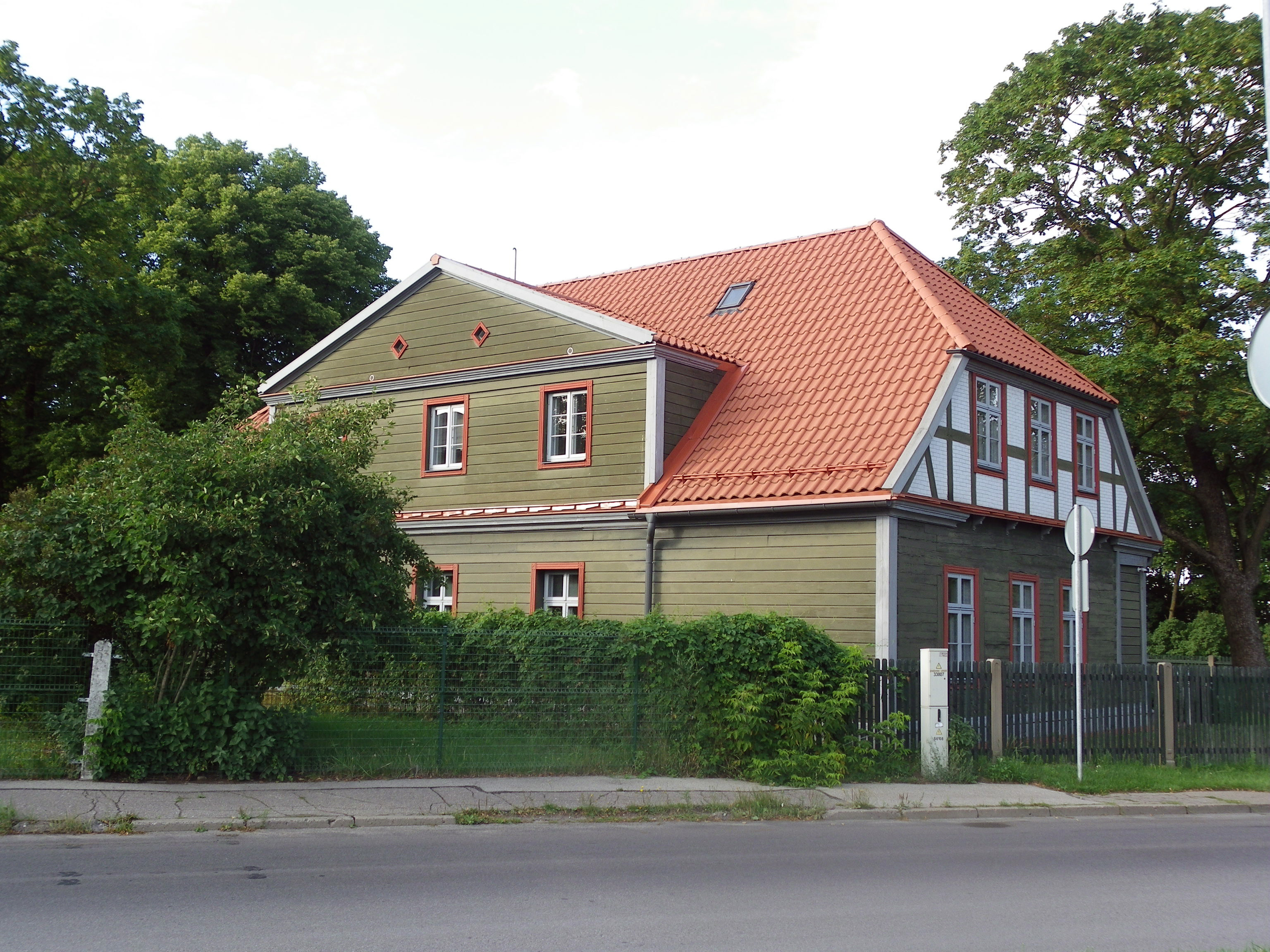
Daugavgrivas iela28
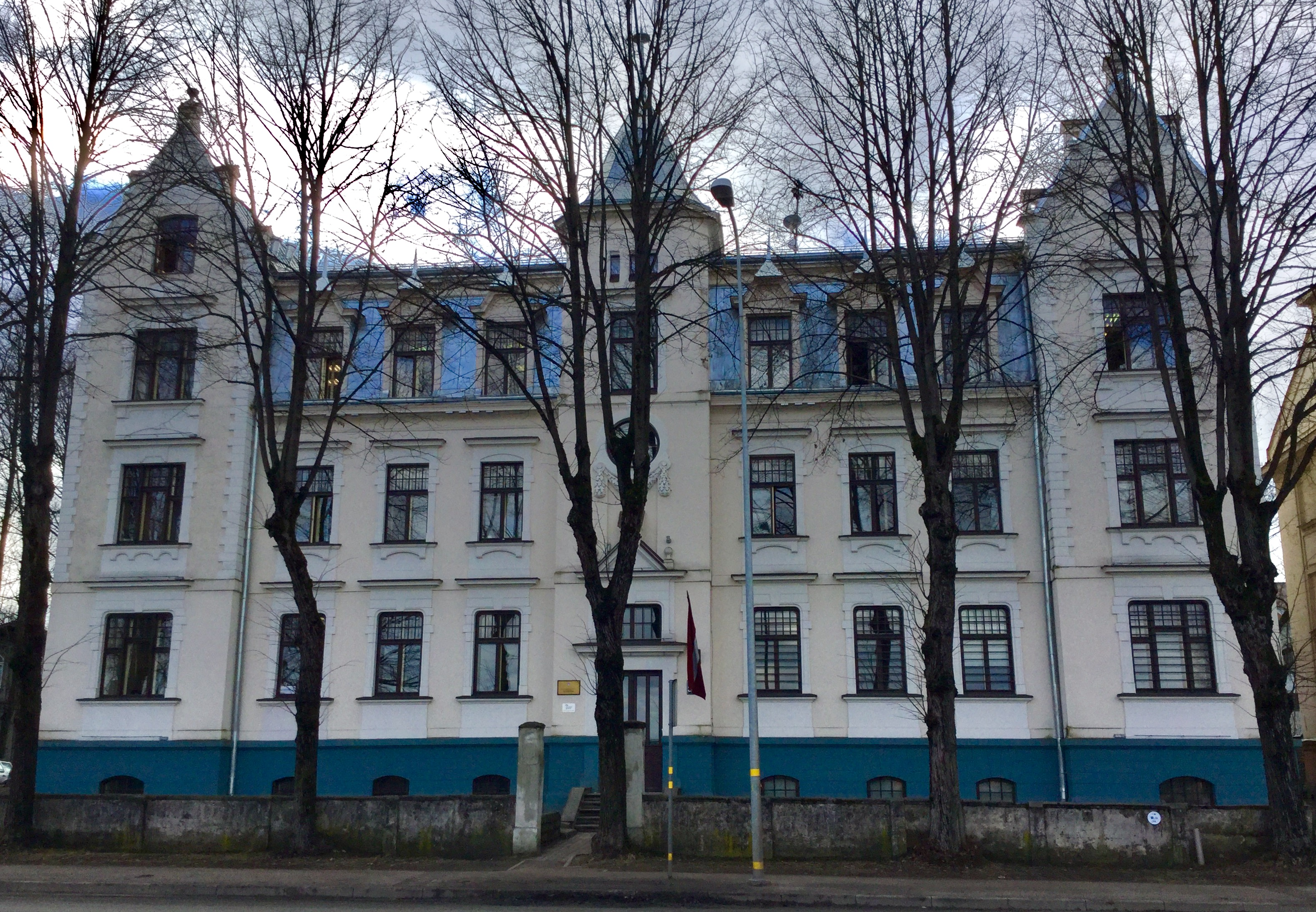
Daugavgrivas iela34a
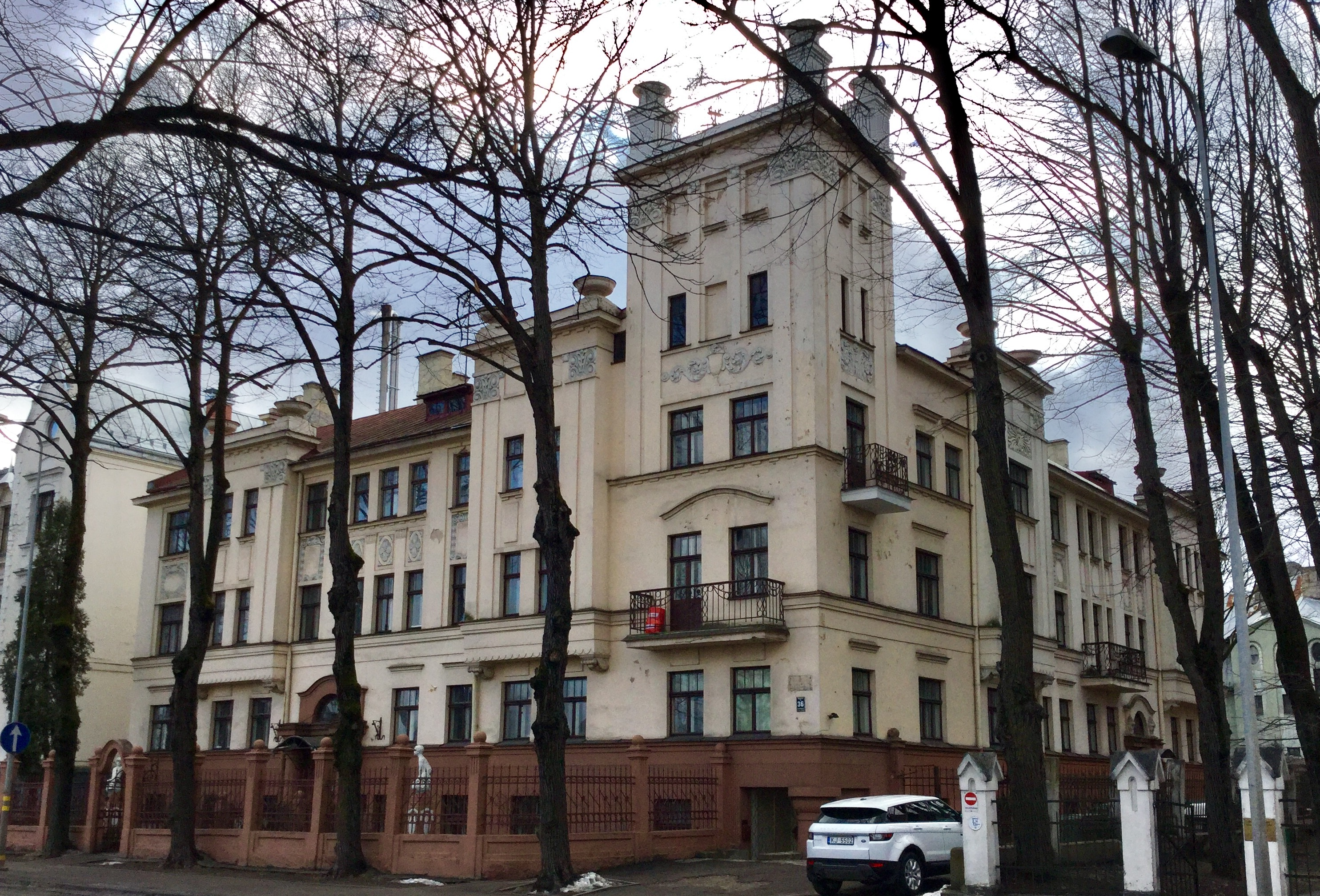
Daugavgrivas iela36
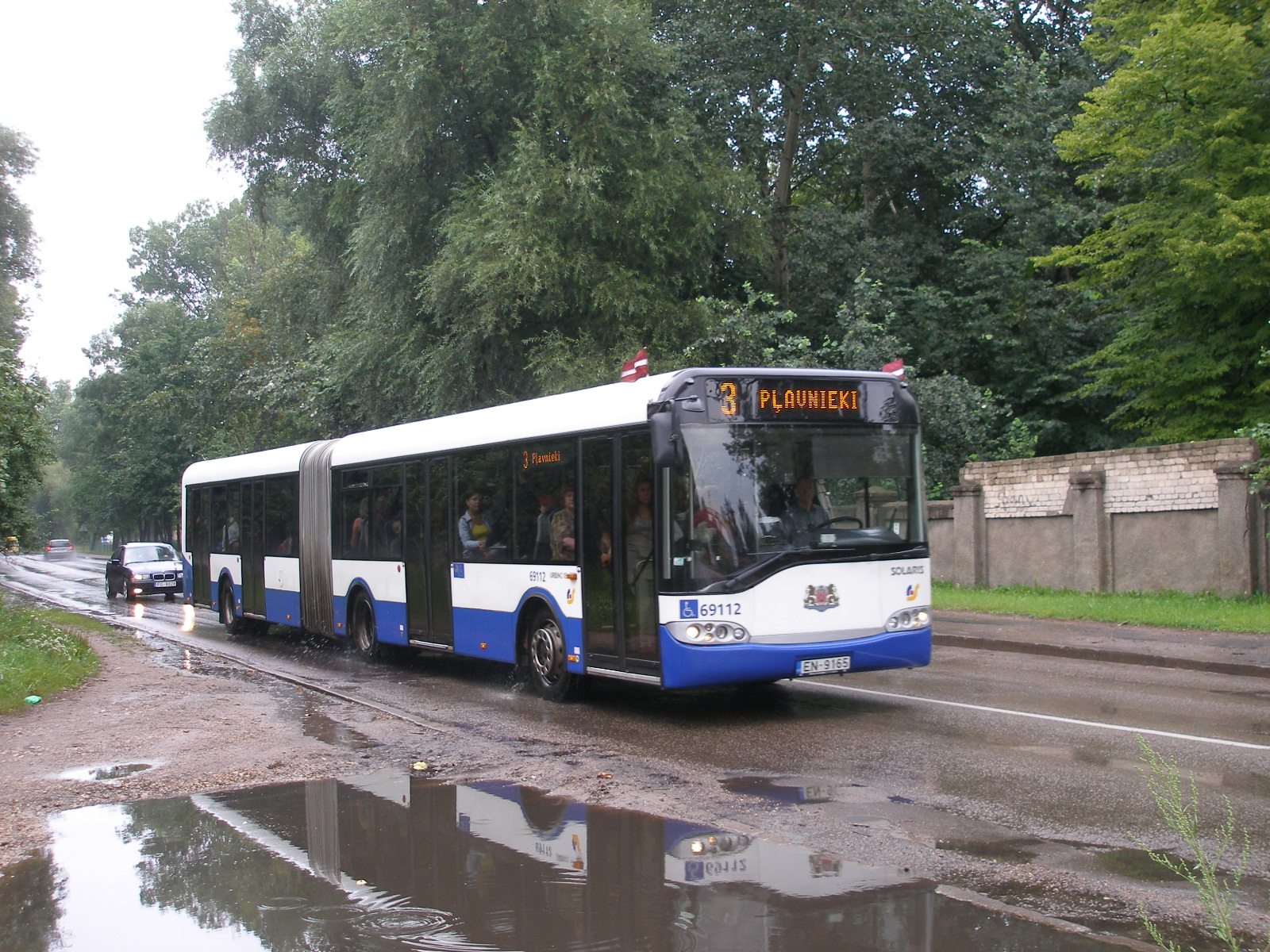
Bus dans Daugavgrivas iela
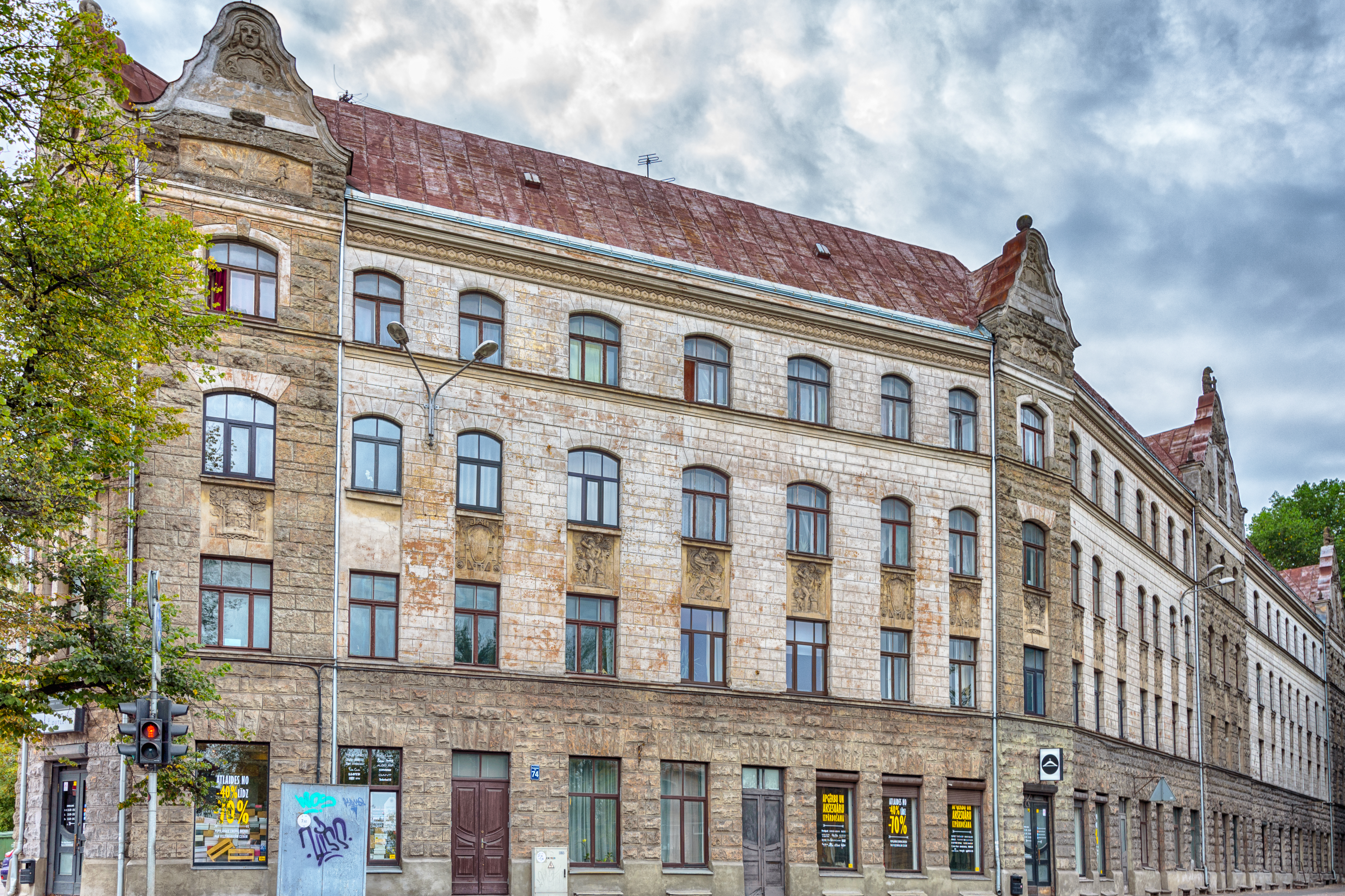
Daugavgrivas iela.
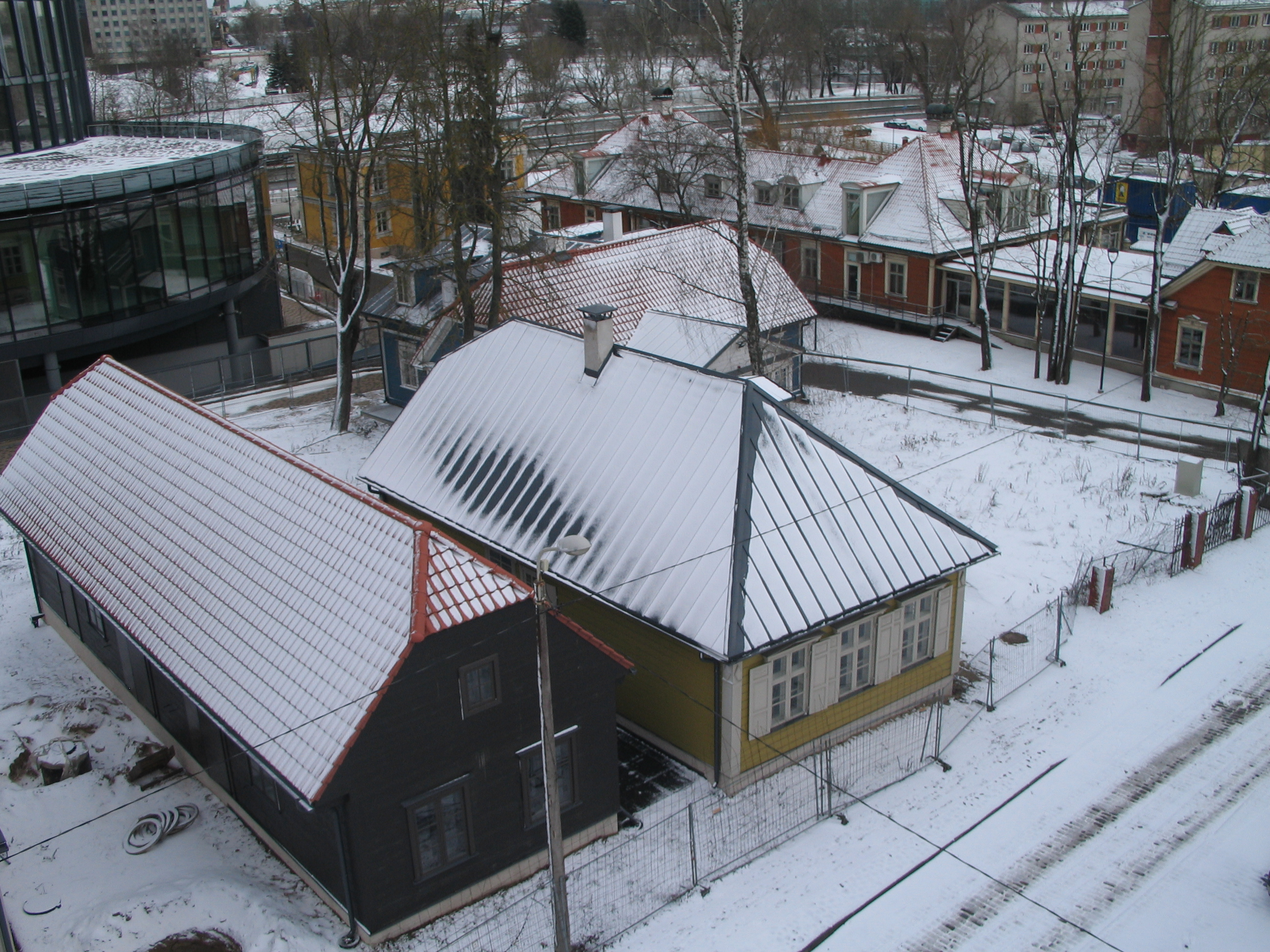
Daugavgrivas iela.
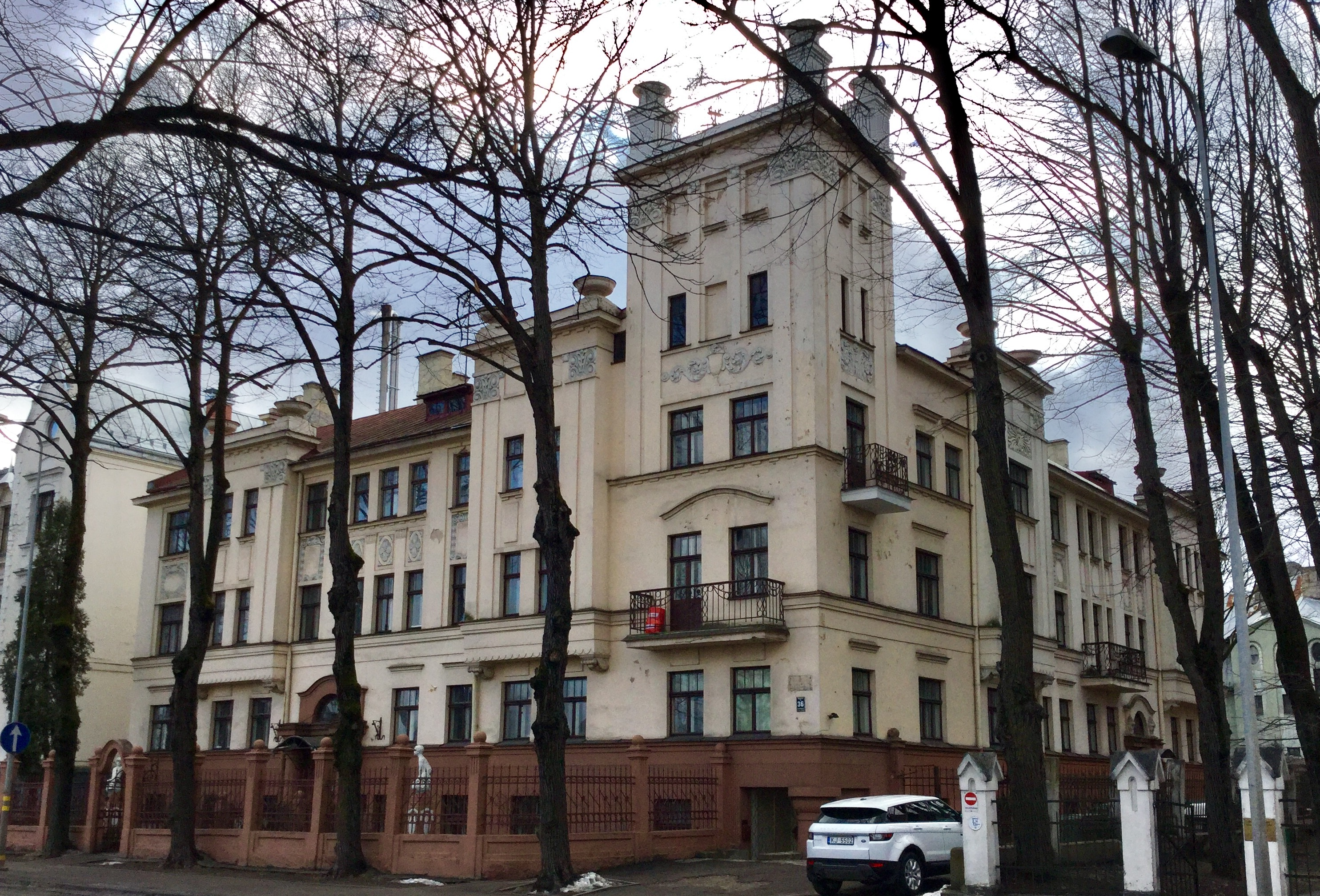
Daugavgrivas iela 36.
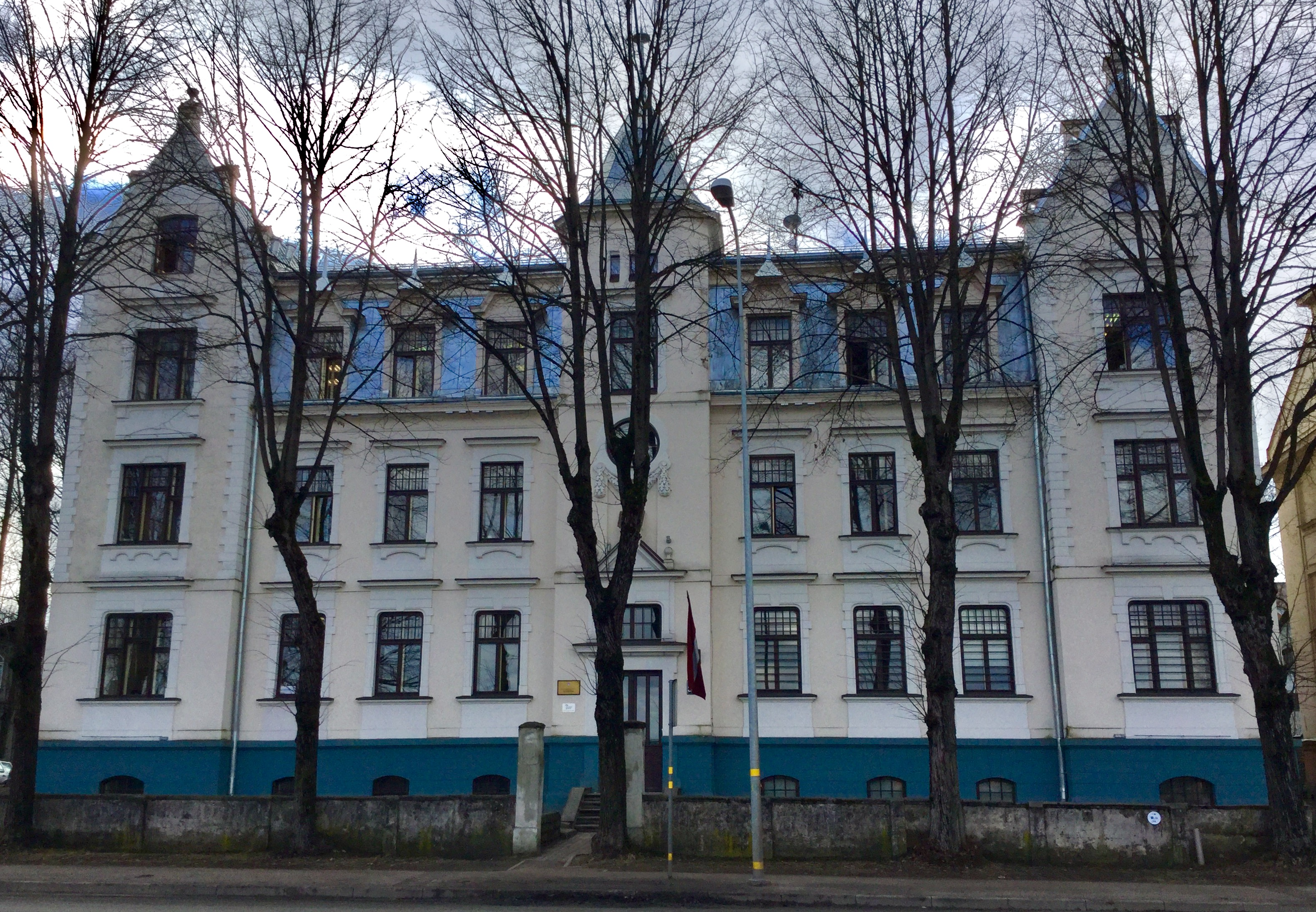
Daugavgrivas iela 32-34.
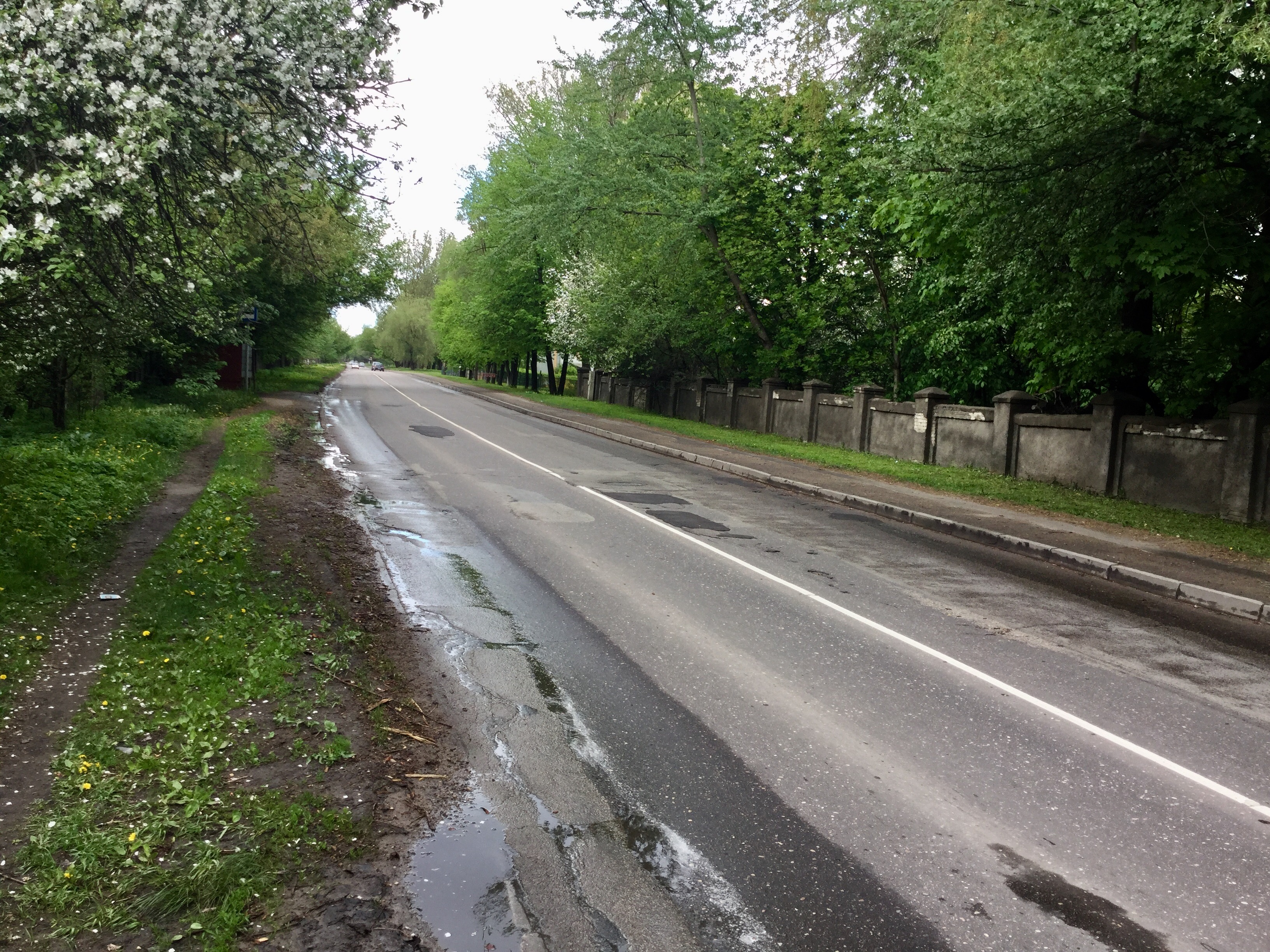
Daugavgrivas iela à Spilve.